# HD 92245
HD 92245，又名BD-11 2925，SAO 156124、HR 4172，是一颗恒星，视星等为6.04，位于銀經259.53，銀緯39，其B1900.0坐标为赤經10h 33m 53.7s，赤緯-11° 39′ 25″。